# Interscope Records
Interscope Records este o casă de discuri americană, deținută de Universal Music Group și funcționează ca o treime din grupul UMG Interscope-Geffen-A&M. 

## Istorie

### Începutul
Interscope a fost format în 1990 de Jimmy Iovane și Ted Field cu suport financiar de la Atlantic Records (care deține 53% din stocurile sale). Inițial, el era distribuit de subsidiara Atlantic Records, East West Records America. De asemenea, directorul executiv A&R John McClain și producătorul Beau Hill au făcut parte din echipa originală care a fondat casa de discuri.
Primul artist promovat de Interscope a fost rapper-ul latin Gerardo, care a ajuns în Top 5 cu hitul "Rico Suave" în primăvara anului 1991. Compania s-a bucurat de mai mult succes mai târziu, în cursul anului în care a lansat și promovat albumul de debut al lui Marky Mark și Funky Bunch, care a primit platină la începutul anului 1992. În acest timp, studioul a semnat cu rapperi ca Tupac Shakur, Primus, No Doubt și Nine Inch Nails.

## Criticism
Rapper-ul Ice Cube a criticat Interscope pentru că a folosit muzica lui Tupac Shakur în cântecul său, "Child Support". Fondatorul Nine Inch Nails, Trent Reznor a criticat de asemenea Universal Music Group pentru numărul prea mare de albume "Year Zero" trimise în Australia. Când i-a întrebat de ce sunt așa de multe, reprezentanții UMG i-au răspuns : "Fanii tăi vor plăti oricât pentru a cumpăra muzica ta". Acum, Nine Inch Nails este o parte a noii lor case de discuri, The Null Corporation și nu mai este asociat cu Interscope.